# ریشه‌ها (مجموعه تلویزیونی ۱۹۷۷)
ریشه‌ها (انگلیسی: Roots) یک مجموعه تلویزیونی به کارگردانی ماروین جی. چومسکی، جان ارمن، دیوید گرین و گیلبرت موسز محصول شبکه ای‌بی‌سی، ایالات متحده آمریکا است که بر پایه رمان ریشه‌ها اثر آلکس هیلی ساخته شده‌است.
این مجموعه تلویزیونی که در ژانویه ۱۹۷۷ در هشت قسمت پخش شده در مورد برده‌داری سیاه‌پوستان در قرن ۱۸ میلادی در کشور آمریکا است. ریشه‌ها برنده جوایزی همچون جایزه گلدن گلوب بهترین مجموعه تلویزیونی – درام و جایزه امی ساعات پربیننده برای مجموعه تلویزیونی کوتاه (مینی‌سریال) در سال ۱۹۷۷ شده‌است. هزینه ساخت این مجموعه تلویزیونی ۶.۶ میلیون دلار بوده‌است.

## خلاصه داستان
نوجوانی به نام کونتا کینته از کشور گامبیا به عنوان بَرده با کشتی به ایالات متحده آمریکا برده می‌شود، وی در سال ۱۷۶۷ به شهر آناپولیس می‌رسد و به بازار برده‌فروش‌ها بُرده می‌شود، شخصی به نام جان رینولدز، صاحب مزرعه‌ای در اسپوت‌سیلوانیا کانتی، ویرجینیا، وی را خریده و نام او را به توبی تغییر می‌دهد، رینولدز برده‌ای قدیمی‌تر به نام فیدلر را مسئول یادگیری کونتا برای زبان انگلیسی، تربیت و آموزش کار در مزرعه می‌کند، کونتا که از تغییر نامش ناراضی است به صورت مداوم سعی در فرار و به دست آوردن آزادی میکند اما در تلاش‌هایش موفق نمی‌شد.
در سال ۱۷۷۶ جان رینولدز که در فروش تنباکو خود درآمد مناسبی کسب نکرده بود برای پرداخت بدهی خود به برادرش دکتر ویلیام رینولدز چند برده خود ازجمله کونتا و فیلدر را به وی منتقل می‌کند، کونتا بار دیگر اقدام به فرار می‌کند اما توسط دو برده‌دار دستگیر می‌شود و آنها تقریباً نیمی از پای راستش را قطع می‌کنند. بل آشپز خانواده رینولدز با مراقبت از کونتا در معالجه وی کمک‌های فراوانی می‌کند و پس از مدتی آنها با یکدیگر ازدواج کرده و دختری به نام کیزی حاصل ازدواجشان می‌شود، فیدلر که در این مدت دوست کونتا بوده در سال ۱۷۹۰ میلادی می‌میرد.
کیزی در سال ۱۸۰۶ در دوران نوجوانی عاشق برده‌ای به نام نوا می‌شود اما وی فرار می‌کند و پس از دستگیر شدن بازگردانده می‌شود دکتر رینولدز به دلیل عدم اعتماد به کیزی و نوا آنها را به‌طور جداگانه می‌فروشد، تام مور یک کشاورز در شهرستان کسول، کارولینای شمالی کیزی را خریداری کرده و سریعاً به وی تجاوز کرده که پسری به نام جورج حاصل آن می‌شود.